# Rudolf Demme
Rudolf August Demme (3 de junio de 1894 - 5 de enero de 1975) fue un general alemán durante la II Guerra Mundial. También recibió la Cruz de Caballero de la Cruz de Hierro con Hojas de Roble, otorgada por la Alemania Nazi por un liderazgo militar exitoso.

## Biografía
Demme se unió a la reserva del ejército el 15 de septiembre de 1914 como voluntario, sirviendo en la I Guerra Mundial como ingeniero combatiente, retirándose del servicio activo en diciembre de 1918.
Unos 18 años después, el 5 de enero de 1937, Demme se reactivó en el Servicio de Reserva del reencarnado Ejército alemán pero pasó a ser oficial activo el 1 de noviembre de 1941 con el rango de Oberstleutnant. Entre el 27 de enero de 1937 y el 1 de enero de 1939, después del curso de entrenamiento de infantería en el regimiento de Instrucción de Infantería Döberitz, fue Jefe de formación de la Legión Cóndor en España. Al mismo tiempo, como experimentado oficial de ingenieros, fue desplegado en el 43.º Batallón de Ingenieros. Entre el 1 de enero y el 8 de junio de 1939 sirvió como oficial de Capacidades Especiales del OKW.
En el amanecer de la II Guerra Mundial Demme fue transferido al Personal de Entrenamiento Aquisgrán 1 (8 de junio - 26 de agosto de 1939) y después al Personal del Comandante de Fortificaciones en el Bajo Rin hasta el 10 de abril de 1940. En los años siguientes Rudolf Demme fue un oficial comandante en el 208.º Batallón de Ingenieros de Reemplazo (10 de abril de 1940 - 8 de julio de 1941), 92.º Batallón de Ingenieros Panzer (8 de julio - 15 de diciembre de 1941) y 58.º Batallón de Ingenieros Panzer (15 de diciembre de 1941 - 15 de octubre de 1942), después fue transferido al Centro de Personal de Revitalización.
El 10 de enero de 1943 Demme se convirtió en Comandante del 59.º Regimiento de Granaderos Panzer de la 20.ª División Panzer y lideró su unidad a través de las sangrientas batallas en el frente oriental hasta el 25 de julio de 1944 (Orel, Briansk, Mogilev, Vitebsk, Newel, Bobruisk, Chelm). Fue promovido a Oberst el 1 de julio de 1944. Entre el 25 de julio y el 20 de septiembre de 1944 permaneció en la Reserva del Führer y, al mismo tiempo, fue desplegado en el Curso para Líderes de la 14.ª División, después de lo cual fue delegado con el liderazgo de la 17.ª División Panzer.
En la Reserva del Führer del OKH a partir del 2 de diciembre de 1944, unos pocos días después fue delegado con el liderazgo de la 132.ª División de Infantería (10 de diciembre de 1944 - 1 de marzo de 1945). Demme se convirtió en Generalmajor y en Comandante de la 132.ª División de Infantería el mismo día, el 1 de marzo de 1945, y lideró su división a través de la bolsa de Curlandia hasta el fin de la guerra.
Demme fue capturado por los soviéticos el 8 de mayo y pasó los siguientes 10 años en cautividad en la Unión Soviética de la que fue liberado el 6 de octubre de 1955. Murió en Meckenheim-Merl.

## Condecoraciones
- Cruz de Hierro (1914)
  - 2.ª Clase (1 de septiembre de 1916)[1]
  - 1.ª Clase
- Broche de la Cruz de Hierro (1939)
  - 2.ª Clase (2 de septiembre de 1941)[1]
  - 1.ª Clase (20 de septiembre de 1941)[1]
- Insignia de Asalto General (15 de agosto de 1942)[2]
- Medalla del Frente Oriental (15 de agosto de 1942)[2]
- Cruz Alemana en Oro el 20 de septiembre de 1942 como Oberstleutnant en el 92.º Batallón de Ingenieros Panzer.[3]
- Cruz de Caballero de la Cruz de Hierro con Hojas de Roble
  - Cruz de Caballero el 14 de agosto de 1943 como Oberst y comandante del 59.º Regimiento de Granaderos Panzer.[4][5]
  - 537.ª Hojas de Roble el 28 de julio de 1944 como Oberst comandante del 59.º Regimiento de Granaderos Panzer.[4][6]
- Insignia de Destrucción de Tanques en Plata (15 de agosto de 1942)[2]
- Medalla de herido en Oro (15 de agosto de 1944)[2]